# Marko Wowtschok

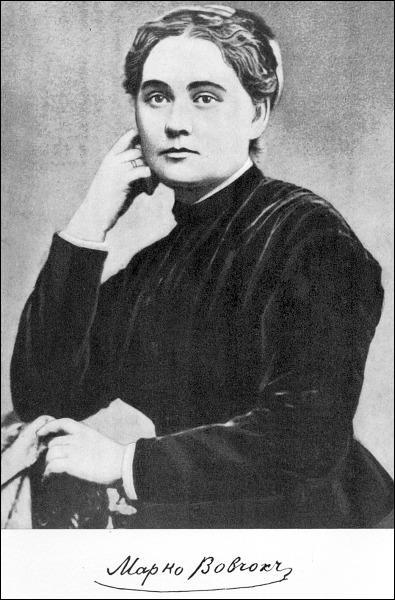
Marija Wilinska

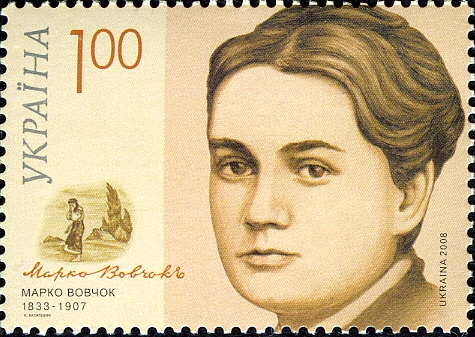
Ukrainische Briefmarke mit Marko Wowtschok

Marko Wowtschok (ukrainisch Марко́ Вовчо́к, Pseudonym; eigentlich Marija Olexanderiwna Wilinska; ukrainisch Марія Олександрівна Вілінська, russisch Мария Александровна Вилинская; * 10. Dezemberjul. / 22. Dezember 1833greg. in Jekaterininskoje, Gouvernement Orjol, Russisches Kaiserreich; † 28. Julijul. / 10. August 1907greg. in Naltschik, Oblast Terek) war eine ukrainische und russische Schriftstellerin, Übersetzerin und Folkloristin.

## Leben und Wirken
Marko Wowtschok alias Wilinska wurde am 10. Dezember 1833 im Dorf Jekaterininskoje geboren. Ihr Vater Alexandr Wilinskij war Offizier in der russischen Armee. Ihre Mutter Praskowja Petrowna war eine gebildete Frau aus einer verarmten Adelsfamilie.
Etwa ab 1845 besuchte sie ein Privatpensionat in Charkiw. In dieser Einrichtung lehrte man sie Etikette, Französisch, Tanzen und Musizieren. Zwei Jahre später zog sie zu ihrer Tante K. P. Mardowina nach Gouvernement Orjol. Sie lernte ihren zukünftigen Ehemann, den ukrainischen Ethnografen, Opanas Markewytsch (russisch Afanassi Markowitsch) kennen, der dort seine Verbannung wegen Mitgliedschaft in der Kyrill-und-Method-Bruderschaft verbüßte. Im Januar 1851 heiratete sie ihn und das Paar siedelte nach Nemyriw in die Ukraine über.
In den Jahren 1851 bis 1858 lebten sie in Tschernihiw, Kiew und Nemyriw. 1853 kam ihr Sohn Bohdan zur Welt.
1856 schrieb Marko Wowtschok ihre ersten Erzählungen auf Ukrainisch – „Vykup“ und „Otec Andrej“. 1857 verschickte ihr Mann ihre Erzählungen an seinen Kollegen Pantelejmon Kulisch. Dieser erkannte ihr Talent und veröffentlichte kurze Zeit später den ersten Sammelband unter dem Titel „Narodni opovidannja Marka Vovčka“ in Sankt Petersburg, der 11 Erzählungen enthielt.
Bereits 1858 bis 1859 übersetzte Marko Wowtschok einen Teil der ukrainischen Volkserzählungen ins Russische und veröffentlichte sie in der Zeitschrift „Russki Vestnik“.
1859 zog sie mit ihrer Familie nach Sankt Petersburg, wo sie zahlreiche Vertreter des russischen und ukrainischen literarischen Lebens kennenlernte. Turgenew veröffentlichte im gleichen Jahr ihre Erzählungen auf Russisch.
Kurze Zeit später zog sie in Begleitung von Turgenew mit ihrem Sohn ins Ausland und blieb dort bis 1867. Sie war in Deutschland, in der Schweiz, in London, in Italien und Frankreich, wo sie viele russische und polnische Schriftsteller kennenlernte.
1867 kehrte Wowtschok zurück nach Sankt Petersburg, wo sie die nächsten zehn Jahre lebte. Dort freundete sie sich mit den Herausgebern der literarischen Zeitschrift Otetschestwennye Sapiski an, in der sie dann die Rubrik „ausländische Literatur“ leitete, und darin ihre Werke und Übersetzungen veröffentlichte. 1868 bis 1878 übersetzte sie viel aus der französischen, englischen, deutschen und polnischen Literatur für verschiedene Schriftsteller, u. a. ca. 15 Romane von Jules Verne. Durch ihre Erzählungen „Karmeljuk“ und „Dva syna“ unterfiel sie der Zensur durch das Zarenregime und verlor durch Plagiatsvorwürfe an Ansehen in der literarischen Gesellschaft.
Einige Zeit nach dem Tod ihres Mannes lernte sie den jungen Offizier Michail Lobač-Žučenko kennen, den sie einige Jahre später heiratete. Ihre letzten Jahre verbrachte sie in Naltschik und arbeitete an ihrer Erzählung „Hajdamaky“.

## Werke
Sammelwerke
- Narodni opovidannja Marka Vovčka (Народні оповідання Марка Вовчка), 1857 bzw. Narodnye rasskazy (Народные рассказы), 1859

Prosa
- Vedmid‘ (Ведмідь)
- Devjat‘ brativ i desjata sestrycja Halja (Дев’ять братів і десята сестриця Галя)
- Zatejnik (Затейник)
- Karmeljuk (Кармелюк)
- Lemeryvna (Лемеривна)
- Nevil’nyčka (Невільничка)
- Putešestvie vo vnutr‘ strany (Путешествие во внутрь страны)
- Čortova pryhoda (Чортова пригода)
- Jak Chapko solodu vidriksja (Як Хапко солоду відрікся)

Erzählungen
- Instytutka (Інститутка)
- Pavlo Čornokryl (Павло Чорнокрил)
- Projdysvit (Пройдисвіт)
- Try doli (Три долі)
- Tjulevaja baba (Тюлевая баба)
- Červonnyj korol‘ (Червонный король)
- Hajdamaky (Гайдамаки)

Geschichten und Novellen
- Vykup (Викуп)
- Horpyna (Горпина)
- Danylo Hurč (Данило Гурч)
- Dva syny (Два сини)
- Kateryna (Катерина)
- Kozačka (Козачка)
- Kupečeskaja dočka (Купеческая дочка)
- Ledaščycja (Ледащиця)
- Maksym Hrymač (Максим Гримач)
- Maša (Маша)
- Ne do pary (Не до пари)
- Odarka (Одарка)
- Otec‘ Andrij (Отець Андрій)
- Saša (Саша)
- Svekrucha (Свекруха)
- Sestra (Сестра)
- Son (Сон)
- Čary (Чари)
- Čumak (Чумак)

Romane
- Živaja duša (Живая душа)
- Zapiski pričetnika (Записки причетника)
- V gluši (В глуши)
- Tёploe gnёzdyško (Тёплое гнёздышко)
- Selskaja idillija (Сельская идиллия)

## Gedenkstätten
- Gedenktafel für Marko Wowtschok an einem Haus in Kiew (Трьохсвятительська вулиця).
- Haus-Museum[8], in dem die Schriftstellerin ihr letztes Lebensjahr verbracht hat und ein 1978 erbautes Denkmal in Naltschik.